# Mediteranski i bliskoistočni front Drugog svetskog rata
Mediteranski i bliskoistočni front bio je glavni teatar operacija tokom Drugog svetskog rata. Ogromna veličina mediteranskog i bliskoistočnog ratišta videla je međusobno povezane mornaričke, kopnene i vazdušne kampanje koje su vođene radi kontrole Mediterana, Severne Afrike, Afričkog roga, Bliskog Istoka i Južne Evrope. Borbe u ovom teatru trajale su od 10. juna 1940. godine, kada je Italija ušla u rat na strani Nemačke, do 2. maja 1945, kada su se sve snage Osovine u Italiji predale. Međutim, borbe su se nastavile u Grčkoj - gde su britanske trupe bile upućene da pomognu grčkoj vladi - tokom ranih faza Grčkog građanskog rata.
Britanci su ovo ratno poprište nazvali Mediteranskim i bliskoistočnim frontom (tako nazvano zbog lokacije borbe i naziva Blikoistočne komande). Amerikanci su ga nazvali Mediteranskim ratnim teatrom, a nemačka neformalna zvanična istorija borbi je Mediteran, Jugoistočna Evropa i Severna Afrika 1939–1941 (1995). Bez obzira na veličinu teatra, razne kampanje nisu viđene kao uredno razdvojena područja operacija, već deo ogromnog ratnog teatra.
Fašistička Italija imala je za cilj da formira novo Rimsko carstvo, dok su britanske snage u početku imale cilj da zadrže status kvo. Italija je napala Grčku, ali nije nadvladala Grčku i Jugoslaviju do uvođenja nemačkih snaga. Savezničke i osovinske snage učestvovale su u „napred-nazad” borbama širom Severne Afrike, uz dejstva Osovine na Bliskom Istoku, što je prouzrokovalo širenje borbe na taj region. Sa visokim samopouzdanjem usled ranih dobitaka, nemačke snage su planirale pokretanje složenih napada radi zauzimanja kontrole nad Bliskim Istokom, a zatim da eventualno napadnu južnu granicu Sovjetskog Saveza. Tokom tri godine borbe, snage Osovine poražene su u Severnoj Africi i njihovo mešanje na Bliskom Istoku je zaustavljeno. Saveznici su zatim započeli invaziju Italije, što je dovelo do toga da su Italijani obirili Musolinija i pridružili se saveznicima. Duga bitka za Italiju vodila se između savezničkih snaga i snaga Osovine. Kako se strateška situacija menjala u jugoistočnoj Evropi, britanske trupe su se vratile u Grčku.
Ovaj ratni teatar je imao najduže trajanje tokom Drugog svetskog rata, rezultirao razaranjem Italijanskog carstva i promenjenim strateškim položajem Nemačke, usled čega su nemačke divizije bile razmeštene u Africi i Italiji. Ukupni nemački gubici (uključujući one koji su zarobljeni nakon konačne predaje) bili su preko dva miliona. Italijanski gubici iznosili su oko 177.000 ljudi, i dodatnih nekoliko stotina hiljada zarobljenih tokom različitih kampanja. Britanski gubici iznose više od 300.000 ljudi ubijenih, ranjenih ili zarobljenih, a ukupni američki gubici u regionu iznose 130.000.

## Napomene
1. ↑  Nemačka se bezuslovno predaja 8. maja 1945, ali su se nemačke snage na Kritu predale 12. maja.
2. ↑  8. jun – 14. jul 1941. (Sirijsko-Libanska kampanja), i 8–11 november 1942. (Operacija Baklja i Slučaj Anton). Viči je zvanično sprovodio politiku oružane neutralnosti i vodio vojne akcije protiv oružanih upada iz Osovine i savezničkih pobornika. Prekid vatre i obećavanje odanosti Vičijevih trupa saveznicima u francuskoj severnoj Africi tokom susreta ubedili su Osovinu da se Vičiju ne može verovati da nastavi ovu politiku, te su napali i okupirali ovu francusku državu..[1]
3. ↑  Dok su se borbe oko Mediterana formirale najduže borbe ratnog teatra tokom Drugog svetskog rata, bitka za Atlantik vođena je od 1939. do 1945. godine, što je najduži neprekidni rat u vojnoj kampanji.[2][3]

## Literatura

### Knjige
- Aly, Götz; Chase, Jefferson (2008). Hitler's Beneficiaries: Plunder, Racial War, and the Nazi Welfare State. London: Picador. ISBN 978-0-8050-8726-0.
- Bauer, Eddy (2000) [1979].  Young, Peter, ур. The History of World War II (rev. изд.). London: Orbis. ISBN 978-1-85605-552-9.
- Bell, P. M. H. (1997) [1986]. The Origins of the Second World War in Europe (2nd изд.). London: Pearson. ISBN 978-0-582-30470-3.
- Beevor, Antony (2006) [1982]. The Battle for Spain: The Spanish Civil War 1936–1939. First published as The Spanish Civil War. London: Weidenfeld & Nicolson. ISBN 978-0-297-84832-5.
- Bideleux, Robert; Jeffries, Ian (1998). A History of Eastern Europe: Crisis and Change. Routledge. ISBN 978-0-415-16111-4.
- Bilgin, Pinar (2005). Regional Security in the Middle East. New York: Routledge. ISBN 978-0-415-32549-3.
- Blair, Clay (1996). Hitler's U-Boat War: The Hunters 1939–1942. New York: Random House. ISBN 978-0-394-58839-1.
- Carol, Steven (2012). From Jerusalem to the Lion of Judah and Beyond: Israel's Foreign Policy in East Africa. Bloomington: IUniverse. ISBN 978-1-4697-6129-9.
- Clark, Lloyd (2008). Crossing the Rhine: Breaking into Nazi Germany, 1944 and 1945 – The Greatest Airborne Battles in History. New York, NY: Atlantic Monthly Press. ISBN 978-0-87113-989-4.
- Corrigan, Gordon (2011). The Second World War: A Military History. London: St. Martin's Press. ISBN 978-0-312-57709-4.
- Ehlers Jr., Robert S. (2015). The Mediterranean Air War: Airpower and Allied Victory in World War II. Modern war studies. Lawrence, KN: University Press of Kansas. ISBN 978-0-70062-075-3.
- Fage, J. D.; Crowder, Michael; Oliver, Roland (1984). The Cambridge History of Africa: From 1940 to 1975. VIII. Cambridge: Cambridge University Press. ISBN 978-0-521-22409-3.
- Fraser, David (1999) [1983]. And We Shall Shock Them: The British Army in the Second World War. London: Cassell Military Paperbacks. ISBN 978-0-304-35233-3.
- Howe, George F. (1993) [1957]. Northwest Africa: Seizing the Initiative in the West. United States Army in World War II: The Mediterranean Theatre of Operations. Washington DC: Center of Military History, United States Army. OCLC 256063428. Архивирано из оригинала 28. 05. 2015. г. Приступљено 23. 12. 2019.
- Jentz, Thomas L. (1998). Tank Combat in North Africa: The Opening Rounds, Operations Sonnenblume, Brevity, Skorpion and Battleaxe, February 1941 – June 1941. New York: Schiffer. ISBN 978-0-7643-0226-8.
- Jowett, Philip (2000). Italian Army, 1940–1945. I. Osprey. ISBN 978-1-85532-864-8.
- Keegan, John (1997) [1989]. The Second World War. London: Pimlico. ISBN 978-0-7126-7348-8.
- Latimer, Jon (2001). Tobruk 1941: Rommel's Opening Move. Osprey. ISBN 978-0-275-98287-4.
- Mack Smith, Denis (1982). Mussolini. Littlehampton Book Services. ISBN 978-0-297-78005-2.
- Macksey, Major Kenneth (1971). Beda Fomm: The Classic Victory. Ballantine's Illustrated History of the Violent Century. Ballantine. OCLC 637460844.
- Mallett, Rovert (2003). Mussolini and the Origins of the Second World War, 1933–1940. Palgrave Macmillan. ISBN 978-0-333-74814-5.
- Maier, Klaus (1991). Germany's Initial Conquests in Europe. Germany and the Second World War. Oxford: Clarendon Press. ISBN 978-0-19-822885-1.
- Martel, Gordon, ур. (1999). The Origins of the Second World War Reconsidered. London: Routledge. ISBN 978-0-415-16325-5.
- Martel, André (1994). Histoire militaire de la France [Military History of France] (на језику: French). Paris: Presses Universitaires de France. ISBN 978-2-13-046074-9.
- Overy, Richard (2014). Book of World War II. All About History. Imagine. ISBN 978-1910-155-295.
- Playfair, Major-General I. S. O.; with Stitt RN, Commander G. M. S.; Molony, Brigadier C. J. C. & Toomer, Air Vice-Marshal S. E. (2004) [1st. pub. HMSO 1954].  Butler, J. R. M., ур. The Mediterranean and Middle East: The Early Successes Against Italy (to May 1941). History of the Second World War, United Kingdom Military Series. I. Naval & Military Press. ISBN 978-1-84574-065-8.
- Playfair, Major-General I. S. O.; with Flynn R. N., Captain F. C.; Molony, Brigadier C. J. C. & Toomer, Air Vice-Marshal S. E. (2004) [1st. pub. HMSO 1956].  Butler, J. R. M., ур. The Mediterranean and Middle East: The Germans Come to the Help of Their Ally (1941). History of the Second World War, United Kingdom Military Series. II. Naval & Military Press. ISBN 978-1-84574-066-5.
- Ready, J. Lee (1985). Forgotten Allies: The Military Contribution of the Colonies, Exiled Governments and Lesser Powers to the Allied Victory in World War II: The European Theatre. I. McFarland. ISBN 978-0-89950-129-1.
- Ready, J. Lee (1985). Forgotten Allies: The Military Contribution of the Colonies, Exiled Governments and Lesser Powers to the Allied Victory in World War II: The Asian Theatre. II. McFarland. ISBN 978-0-89950-117-8.
- Rodogno, Davide (2006). Fascism's European Empire: Italian Occupation during the Second World War. New Studies in European History. trans. A. Belton. London: Cambridge University Press. ISBN 978-0-521-84515-1.
- Rommel, Erwin (1982) [1953].  Liddell-Hart, Basil, ур. The Rommel Papers. Da Capo Press. ISBN 978-0-306-80157-0.
- Salerno, Reynolds M. (2002). Vital Crossroads: Mediterranean Origins of the Second World War, 1935–1940. Cornell University Press. ISBN 978-0-8014-3772-4.
- Stockings, C.; Hancock, E. (2013). Swastika over the Acropolis: Re-interpreting the Nazi Invasion of Greece in World War II. Boston: BRILL. ISBN 978-9-00425-459-6.
- Sturgeson, Allison (2009). World War II: The Definitive Visual History. New York, NY: Dorling Kimberly. ISBN 978-0-7566-4278-5.
- Weinberg, Gerhard L. (1994). A World at Arms: A Global History of World War II. Cambridge: Cambridge University Press. ISBN 978-0-521-44317-3.
- Wragg, David (2003). Malta: The Last Great Siege 1940–1943. Barnsley: Pen & Sword. ISBN 978-0-85052-990-6.

### Žurnali
- Cernuschi, Enrico (decembar 1994). „La resistenza sconosciuta in Africa Orientale” [The Unknown Resistance in East Africa]. Rivista Storica (на језику: Italian). Rivista Italiana Difesa. OCLC 30747124. Архивирано из оригинала 26. 05. 2015. г. Приступљено 2. 6. 2015.
- „The Franco-Italian Armistice”. Bulletin of International News. London: Royal Institute of International Affairs. 17 (14): 852—854. 13. 7. 1940. ISSN 0020-5850. JSTOR 25642819. OCLC 300290398.